# Stella FU Orionis
Le stelle FU Orionis (anche oggetti FU Orionis o FUor) sono una classe di variabili di tipo Orione che mostrano ad intervalli di tempo irregolari un grosso cambiamento nel tipo spettrale e nella magnitudine apparente, come nel caso di V1057 Cygni, che diventa più luminosa di 6 magnitudini variando dal tipo spettrale K al tipo A. Si tratta di stelle pre-sequenza principale che possiedono degli eccessi di emissione nel range dell'infrarosso, segno della presenza in orbita di un disco circumstellare costituito da gas e polveri, e spesso sono accompagnati da importanti emissioni di raggi X. I loro spettri sono caratterizzati da linee di differente spessore in gran parte non identificate; le linee più cospicue sono costituite dalle linee di assorbimento del monossido di carbonio (CO).
I modelli elaborati dagli astronomi associano i brillantissimi flare di questo tipo di stelle ad improvvisi trasferimenti di materia da un disco di accrescimento in una giovane (~10.000 anni) e poco massiccia protostella o stella T Tauri. Il tasso di accrescimento per questi oggetti è stimato mediamente, durante le fasi di quiescenza, in circa 10−4 masse solari di materia all'anno, che divengono 10−3–10−2 in corrispondenza dei fenomeni eruttivi.
Le eruzioni permangono visibili per tempi in genere pari ad un anno, ma in certi casi possono durare anche di più. Il lasso di tempo che intercorre tra gli accrescimenti e le eruzioni è normalmente dell'ordine di alcuni decenni, anche se non è infrequente che questo intervallo temporale possa subire degli accorciamenti o delle dilatazioni. Confrontando il numero di esplosioni delle FUor con il tasso di formazione stellare nelle vicinanze del Sole si è visto che, in media, le stelle più giovani vanno incontro a circa 10–20 esplosioni come quelle che caratterizzano le FUor durante la loro vita.
Oggetti peculiari appartenenti a questa classe sono FU Orionis (prototipo della classe), V1057 Cygni e V1515 Cygni. Recentemente si è aggiunta la protostella V1647 Orionis, che ha eruttato nel biennio 2004-2006; le caratteristiche di quest'ultima tuttavia inducono a ritenere che non si tratti di un FUor sensu stricto, ma forse più probabilmente di una via di mezzo con un'altra classe di variabili Orione, le EXor.